# Grenig lavklubba
Grenig lavklubba (Multiclavula corynoides) är en lavart som först beskrevs av Peck, och fick sitt nu gällande namn av R.H. Petersen 1967. Enligt Catalogue of Life ingår Grenig lavklubba i släktet Multiclavula,  och familjen Clavulinaceae, men enligt Dyntaxa är tillhörigheten istället släktet Multiclavula,  och familjen fingersvampar. Arten är reproducerande i Sverige. Inga underarter finns listade i Catalogue of Life.